# تشارلز هارولد هادن الثاني
تشارلز هارولد هادن الثاني هو محامي وقاضي وسياسي أمريكي، ولد في 16 أبريل 1937 في مورغانتاون في الولايات المتحدة، وتوفي بنفس المكان في 20 مارس 2004. انتخب عضو مجلس مندوبي فرجينيا الغربية ‏.